# Europawahl in Luxemburg 1994
- LSAP: 2
- Gréng: 1
- DP: 1
- CSV: 2

Die Europawahl in Luxemburg 1994 war die vierte Direktwahl der Mitglieder des Europaparlaments. Sie fand am 12. Juni 1994 im Rahmen der EU-weit stattfindenden Europawahl 1994 statt. In Luxemburg wurden sechs der 567 Sitze im Europäischen Parlament nach dem D’Hondt-Verfahren vergeben. Gleichzeitig mit der Wahl fand die luxemburgische Parlamentswahl statt.

## Ergebnis
Im Vergleich zur Wahl 1989 ergaben sich nur geringe Änderungen im Wahlergebnis. Allerdings traten die grünen Parteien GLEI und GAP diesmal gemeinsam als Déi Gréng an und konnten, begünstigt durch geringe Verluste der christdemokratischen CSV, eines der sechs Mandate erringen. Ein Jahr später fusionierten die grünen Parteien, wobei deren Europaabgeordneter Jup Weber sich nicht an der Fusion beteiligte und 1995 von der Grünen-Fraktion zur Fraktion der Europäischen Radikalen Allianz übertrat.
| Listen                                              | Listen                                                      | Stimmen   | %    | Mandate | +/- |
| --------------------------------------------------- | ----------------------------------------------------------- | --------- | ---- | ------- | --- |
|                                                     | Chrëschtlech-Sozial Vollekspartei (CSV)                     | 319.462   | 31,5 | 2       | –1  |
|                                                     | Lëtzebuerger Sozialistesch Aarbechterpartei (LSAP)          | 251.500   | 24,8 | 2       | ±0  |
|                                                     | Demokratesch Partei (DP)                                    | 190.977   | 18,8 | 1       | ±0  |
|                                                     | Gréng Lëscht Ekologesch Initiativ/Gréng Alternativ Partei   | 110.888   | 10,9 | 1       | +1  |
|                                                     | Aktiounskomitee fir Demokratie an Rentengerechtigkeet (ADR) | 70.470    | 6,9  | –       | Neu |
|                                                     | National-Bewegong (NB)                                      | 24.141    | 2,4  | –       | ±0  |
|                                                     | Kommunistesch Partei Lëtzebuerg (KPL)                       | 16.559    | 1,6  | –       | ±0  |
|                                                     | Groupement fir d’Lëtzebuerger Souveränitéit (GLS)           | 12.091    | 1,2  | –       | Neu |
|                                                     | Nei Lénk                                                    | 9.421     | 0,9  | –       | Neu |
|                                                     | Neutral an onofhängeg Mënscherechterpartei (NOMP)           | 8.765     | 0,9  | –       | Neu |
| Gesamt                                              | Gesamt                                                      | 1.014.274 | 100  | 6       | –   |
|                                                     |                                                             |           |      |         |     |
| Gültige Stimmzettel                                 | Gültige Stimmzettel                                         | 178.643   | –    |         |     |
| Ungültige Stimmzettel                               | Ungültige Stimmzettel                                       | 19.727    | 9,9  |         |     |
| Wähler                                              | Wähler                                                      | 198.370   | 88,5 |         |     |
| Wahlberechtigte                                     | Wahlberechtigte                                             | 224.031   |      |         |     |
|                                                     |                                                             |           |      |         |     |
| Quelle: Bulltetin d’information et de documentation |                                                             |           |      |         |     |

## Fraktionen im Europäischen Parlament
| Partei                         | Partei                                      | Mandate | Fraktion |
| ------------------------------ | ------------------------------------------- | ------- | -------- |
|                                | Chrëschtlech-Sozial Vollekspartei           | 2 / 6   | EVP-ED   |
|                                | Lëtzebuerger Sozialistesch Aarbechterpartei | 2 / 6   | SPE      |
|                                | Demokratesch Partei                         | 1 / 6   | ELDR     |
|                                | Déi Gréng                                   | 1 / 6   | Grüne    |
|                                |                                             |         |          |
| Quelle: Europäisches Parlament |                                             |         |          |